# Metteniusaceae
Metteniusaceae je čeleď vyšších dvouděložných rostlin a jediná čeleď řádu Metteniusales. Jsou to dřeviny s jednoduchými střídavými listy a drobnými až velkými, většinou pětičetnými květy. Plodem je peckovice. Čeleď zahrnuje v současném taxonomickém pojetí 11 rodů, přičemž 10 z nich sem bylo přeřazeno z čeledi Icacinaceae. Je rozšířena v tropech všech kontinentů.

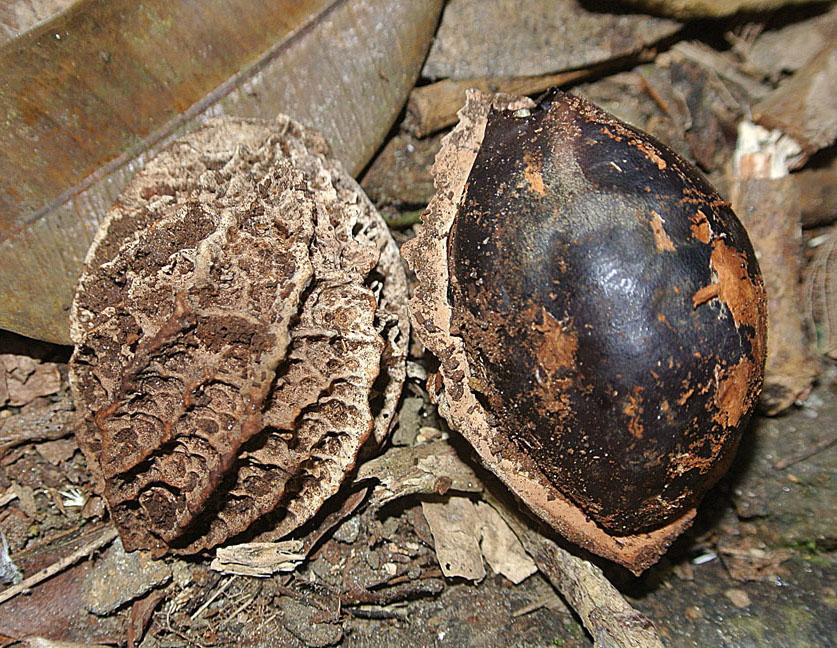
Plody Calatola columbiana

## Popis
Zástupci čeledi Metteniusaceae jsou keře a stromy, řidčeji i dřevnaté liány (Rhaphiostylis). Druh Dendrobangia boliviana může dorůst výšky až 40 metrů, Poraqueiba sericea až 30 metrů. Listy jsou jednoduché, střídavé, řapíkaté, často tuhé, se zpeřenou nebo řidčeji dlanitou (Platea) žilnatinou. Listy některých druhů při sušení černají. Květy jsou převážně pětičetné (u rodu Calatola čtyřčetné), oboupohlavné nebo řidčeji jednopohlavné, drobné až velké, v úžlabních nebo vrcholových květenstvích různých typů (chocholík, svazeček, vrcholík, klas, lata). Kalich je složený z volných nebo častěji do různé míry srostlých lístků. Korunní lístky jsou volné nebo na bázi krátce srostlé. U řady zástupců jsou kalich a koruna dužnaté. Tyčinek je 5 nebo řidčeji 4, často mají krátké a zploštělé nitky. Semeník obsahuje zpravidla 1 nebo řidčeji až 3 komůrky a nese nitkovitou nebo tlustou čnělku. Plodem je peckovice, často korunovaná vytrvalou čnělkou. U některých druhů jsou plody dosti velké.

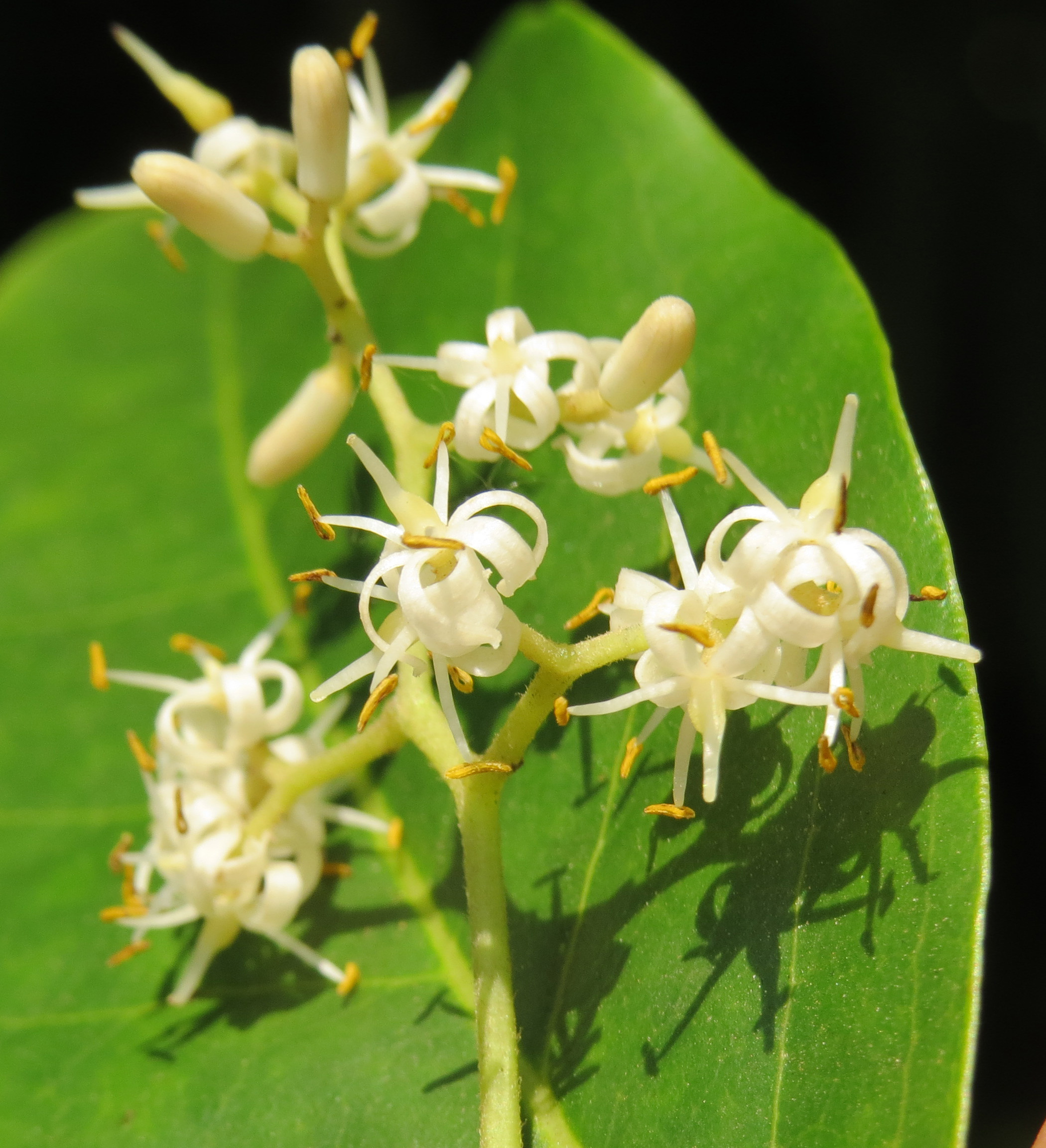
Květy Apodytes dimidiata
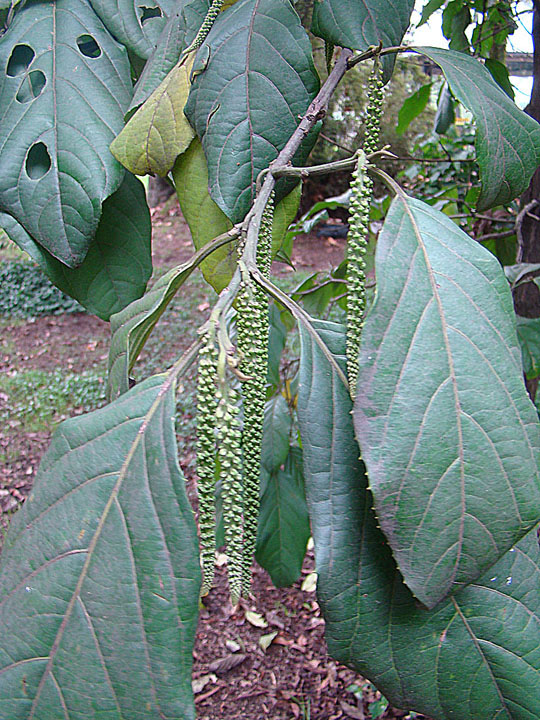
Calatola columbiana
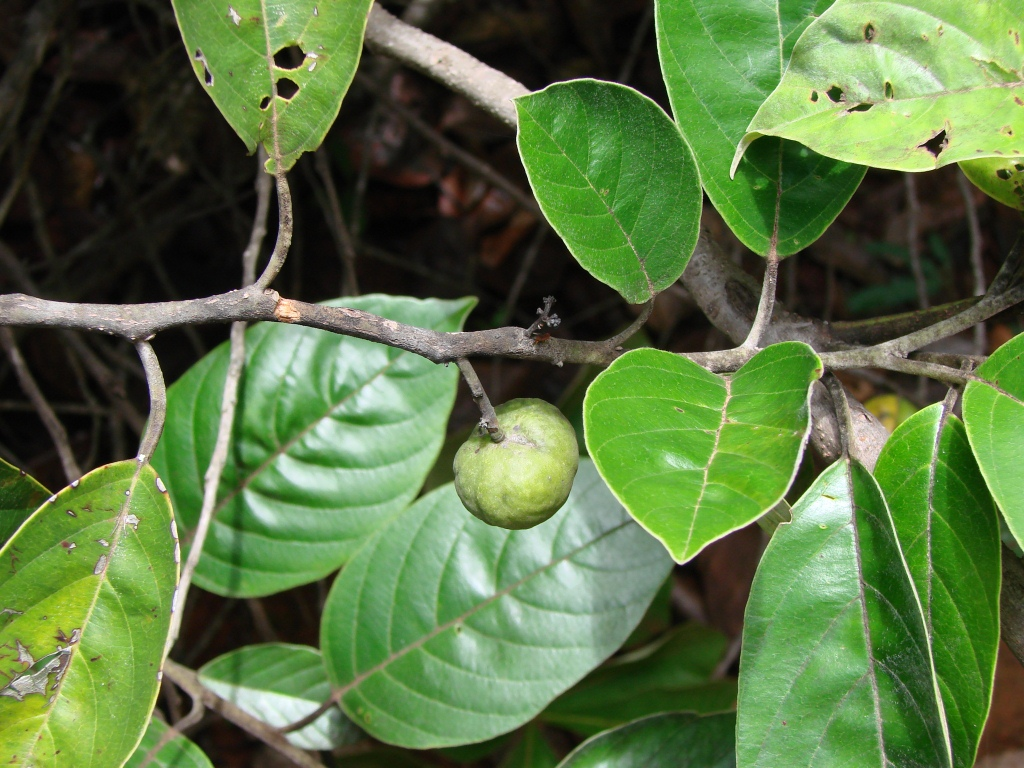
Plodná větévka Emmotum nitens
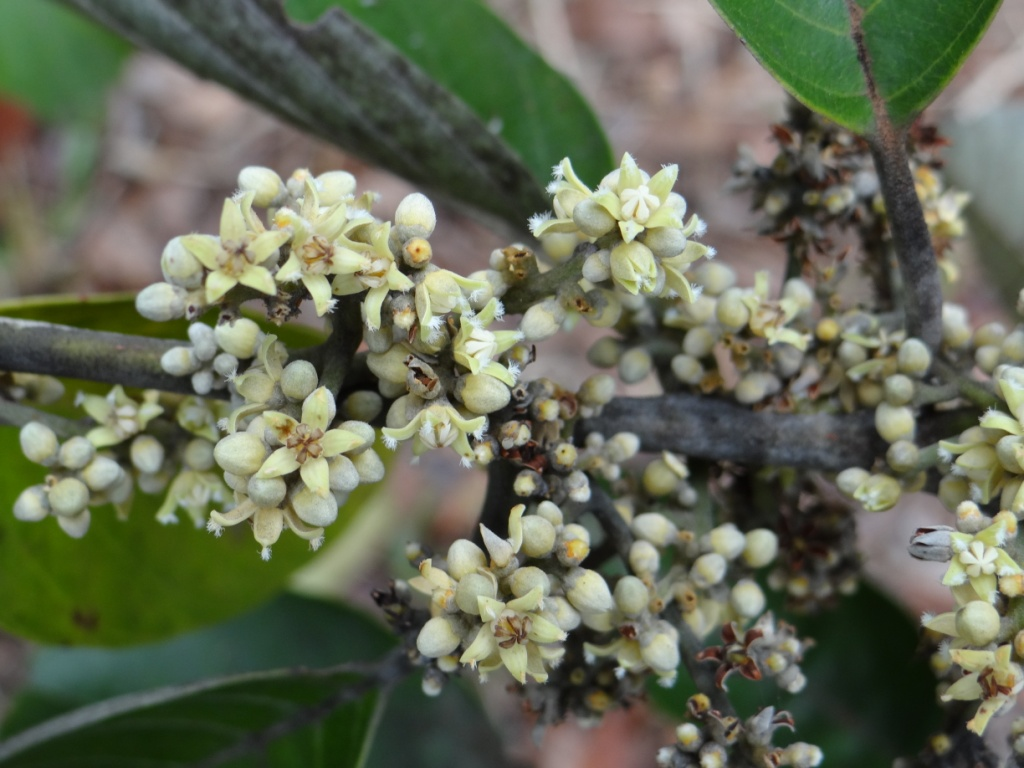
Květenství Emmotum nitens
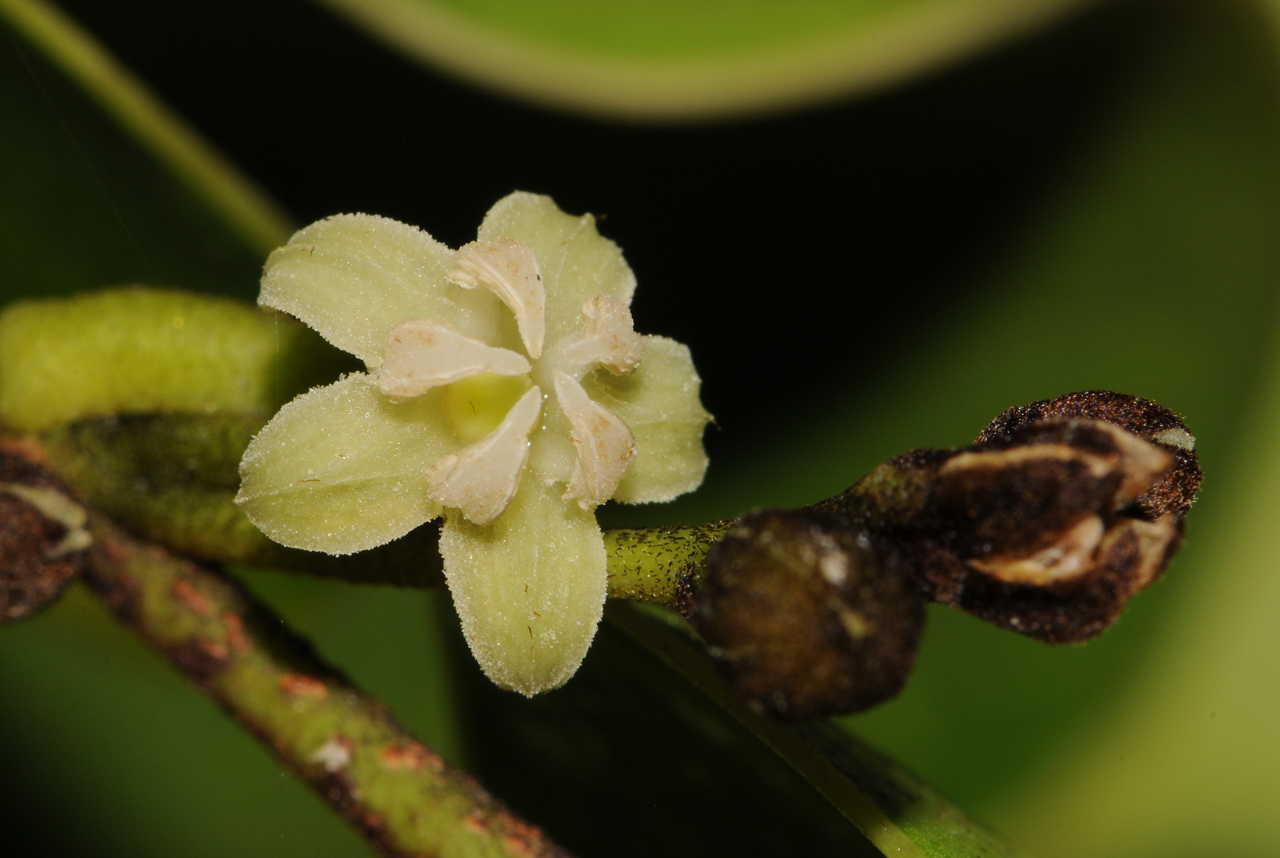
Detail květu Ottoschulzia rhodoxylon

## Rozšíření
Čeleď zahrnuje v současném taxonomickém pojetí 64 druhů v 11 rodech. Je rozšířena v Latinské Americe, subsaharské Africe, Madagaskaru, tropické Asii, Austrálii a Nové Kaledonii. Největší počet zástupců (celkem 37 druhů v 7 rodech) roste v tropické Americe (Mexiko, Střední a Jižní Amerika a Karibik).
V tropické Asii jsou zastoupeny 3 rody (Platea, Pittosporopsis, Apodytes dimidiata), areál sahá od Indie a jižní Číny po jihovýchodní Asii. V Austrálii roste jediný zástupce, Apodytes brachystylis, který je endemitem Queenslandu. Na Nové Kaledonii roste endemický druh Apodytes clusiifolia. V subsaharské Africe a na Madagaskaru rostou 2 rody, Rhaphiostylis a Apodytes. Nejrozsáhlejší areál z celé čeledi má druh Apodytes dimidiata, který se jako jediný zástupce vyskytuje na 2 kontinentech - v Africa a Asii.

## Taxonomie
Čeleď v původním smyslu obsahovala pouze rod Metteniusa a ve starších verzích systému APG byla ponechána nezařazená do řádu. V systému APG IV z roku 2016 je zařazena do samostatného řádu Metteniusales a rozšířena celkem o 10 rodů, původně řazených do čeledi Icacinaceae. Jedná se o rody Apodytes, Calatola, Dendrobangia, Emmotum, Oecopetalum, Ottoschulzia, Pittosporopsis, Platea, Poraqueiba a Rhaphiostylis.

## Význam
Semena Metteniusa edulis slouží některých indiánským kmenům v severní a východní Kolumbii jako potrava. Rovněž semena jihoamerického druhu Poraqueiba sericea a asijského druhu Pittosporopsis kerrii jsou jedlá. Rozšířený druh Apodytes dimidiata je těžen pro kvalitní a velmi tvrdé dřevo a je využíván v africké domorodé medicíně.

## Přehled rodů
Apodytes, Calatola, Dendrobangia, Emmotum, Metteniusa, Oecopetalum, Ottoschulzia, Pittosporopsis, Platea, Poraqueiba, Rhaphiostylis